# Attenkirchen
Attenkirchen – miejscowość i gmina w Niemczech, w kraju związkowym Bawaria, w rejencji Górna Bawaria, w regionie Monachium, w powiecie Freising, wchodzi w skład wspólnoty administracyjnej Zolling. Leży około 12 km na północ od Freising, przy drodze B301.

## Dzielnice
Dzielnicami w gminie są: Aigenrüpel, Aign, Berging, Brandloh, Eisenthal, Gallersberg, Gehausen, Gfeichtet, Götzendorf, Gütlsdorf, Haarland, Hettenkirchen, Hohenmorgen, Kronsdorf, Pfettrach, Pischlsdorf, Rannertshausen, Roggendorf, Staudhausen, Thalham und Wimpasing.

## Demografia
Dane o ludności z 31 grudnia 2008:
| Opis                                | Ogółem | Ogółem | Kobiety | Kobiety | Mężczyźni | Mężczyźni |
| ----------------------------------- | ------ | ------ | ------- | ------- | --------- | --------- |
| Jednostka                           | osób   | %      | osób    | %       | osób      | %         |
| Populacja                           | 2676   | 100    | 1333    | 49,81   | 1343      | 50,19     |
| Wiek przedprodukcyjny (0–17 lat)    | 615    | 22,98  | 320     | 11,96   | 295       | 11,02     |
| Wiek produkcyjny (18–65 lat)        | 1710   | 63,9   | 840     | 31,39   | 870       | 32,51     |
| Wiek poprodukcyjny (powyżej 65 lat) | 351    | 13,12  | 173     | 6,46    | 178       | 6,65      |

## Polityka
Wójtem gminy jest Brigitte Niedermeier, rada gminy składa się z osób.
|      | CSU | BG | Razem |
| 2008 | 6   | 8  | 14    |
| 2002 | 7   | 7  | 14    |